# Karl Michahelles
Karl Michahelles, né le 5 mai 1807 à Nuremberg et mort le 15 août 1834 à Nauplie (Grèce) est un médecin et un zoologiste bavarois.

## Biographie
Michahelles a beaucoup voyagé en Dalmatie et en Croatie et contribua grandement à la connaissance de la faune aviaire de ces régions. À l'âge de 27 ans, il s'installe en Grèce, où il pratique la médecine et où il étudie la faune sauvage. Parmi les espèces méditerranéennes qu'il identifie, on peut citer la Sittelle de Neumayer (Sitta neumayer).
Une espèce d'oiseaux, le Goéland leucophée (Larus michahellis), lui a été dédiée par Christoph von Feldegg (en) (1780-1845) et Johann Friedrich Naumann (1780-1857).